# OllyDbg
OllyDbg es un depurador de código ensamblador de 32 bits para sistemas operativos Microsoft Windows. Pone especial énfasis en el análisis del código binario, esto lo hace muy útil cuando no está disponible el código fuente del programa.
Traza registros, reconoce procedimientos, llamadas a las API, swiches, tablas, constantes y strings, así como localiza rutinas de archivos objeto y de bibliotecas. De acuerdo con la ayuda incluida en el programa, la versión 1.10 es la última versión estable. La versión 2.0, que está en desarrollo, se está escribiendo desde cero. El software es libre de costo, pero la licencia shareware requiere que los usuarios se registren con el autor. Las versiones actuales de OllyDbg no pueden depurar ejecutables compilados para procesadores de 64 bits, aunque se ha prometido una versión de 64 bits del depurador.

## Ingeniería inversa
OllyDbg es frecuentemente usado para la ingeniería inversa de programas. Es frecuentemente usado por crackers para crackear software hecho por otros desarrolladores. Es a menudo la herramienta primaria para cracking e ingeniería inversa debido a su facilidad de uso y disponibilidad. Es también útil para que los programadores se aseguren de que su programa está corriendo según lo previsto.